# Domingo Parra
Domingo Juan de la Parra y Aubide, o simplemente, Domingo J. Parra (Tarma, 1850 - Cusco, 1908) fue un militar y político peruano. Fue ministro de Guerra y Marina (1895) y ministro de Gobierno y Policía (1899-1900).

## Biografía
Participó en la guerra civil de 1884-1885 y en la guerra civil de 1894-1895; en esta última se sumó a la coalición cívico-demócrata encabezada por Nicolás de Piérola contra el segundo gobierno de Andrés A. Cáceres y se le encomendó uno de los tres comandos destacados en la quebrada de Matucana; los otros comandantes eran Pedro Aliaga y Felipe S. Oré.
Parra fue apresado por el gobierno de Cáceres, siendo encerrado en las casamatas (celdas submarinas) de la fortaleza del Real Felipe del Callao, donde compartió celda con el poeta José Santos Chocano (1894). Uno de sus custodios fue el entonces subteniente Óscar R. Benavides, futuro mariscal y presidente del Perú en dos ocasiones. Logró escapar, cuando, al enfermarse, fue trasladado al Hospital Militar de San Bartolomé, y así fue como marchó a unirse a los revolucionarios pierolistas.
Triunfante la revolución y elegido presidente Nicolás de Piérola, Parra integró el primer gabinete ministerial de su gobierno, como ministro de Guerra y Marina, cargo que ejerció de 8 de septiembre a 28 de noviembre de 1895. Luego fue nombrado prefecto del Callao.
Cuando en septiembre de 1896 estalló la rebelión de Huanta a causa del impuesto aplicado a la sal, Parra fue enviado para debelarla, al mando de una expedición de 800 efectivos. Partió desde el Callao, arribando al puerto de Pisco, desde donde se adentró hacia la sierra ayacuchana. Los rebeldes se replegaron a los cerros aledaños de Huanta, donde opusieron tenaz resistencia, pero finalmente fueron vencidos y sufrieron la más despiadada represión, que se tradujo en confiscaciones de ganado, cupos, saqueos, incendios, flagelaciones y fusilamientos. Cumplido su cometido, Parra y sus tropas regresaron a Lima en mayo de 1897.
Al inaugurarse el gobierno de Eduardo López de Romaña el 8 de septiembre de 1899, Parra volvió a ser parte del gabinete ministerial, esta vez como ministro de Gobierno y Policía. Durante su gestión se encargó de sofocar la rebelión del líder liberal Augusto Durand y sus remanentes. Marchó personalmente a Loreto para someter al coronel Emilio Vizcarra, pero antes de llegar a su destino, el sedicioso murió en un choque con las fuerzas gobiernistas.
Parra sufrió la hostilidad de los parlamentarios del Partido Demócrata, uno de los cuales (Aurelio Sousa y Matute) lo acusó de haber tenido injerencia en las elecciones de Loreto. Ante el inminente voto de censura al gabinete, Parra y el resto de los ministros presentaron su renuncia el 7 de agosto de 1900.
En 1902 fue nombrado prefecto del departamento de Arequipa, donde sufrió una tenaz campaña de parte del líder liberal Mariano Lino Urquieta, que acabó siendo apresado.
Casado con María Mercedes Rodríguez González del Riego, fue padre de seis hijos, uno de los cuales fue el poeta Juan Parra del Riego (1894-1925). Murió en Cusco el 3 de diciembre de 1908.
Una avenida de la ciudad de Arequipa ha sido bautizada con su nombre.